# CieloBuio
CieloBuio-coordinamento per la protezione del cielo notturno (CieloOscuro-coordinación para la protección del cielo nocturno en español) es una organización sin ánimo de lucro que opera en Italia para la protección del cielo y el medio ambiente nocturno. CieloBuio trabaja promocionando la cultura de una iluminación ecológica y sensibilizando a la opinión pública sobre el fenómeno de la contaminación lumínica.
Nacido en Lombardía en 1997 en torno a una lista de correos sobre el tema de la contaminación lumínica, CieloBuio acoge ahora astrónomos profesionales y aficionados, ecologistas, profesionales de la iluminación, o simplemente personas interesadas en toda Italia. El actual presidente es Fabio Arcidiacono.
En su lucha contra la contaminación lumínica, CieloBuio tiene como modelo de referencia la ley de la región de Lombardía n. 17/2000, en todas sus formas y extensiones. La ley se basa en el criterio de "contaminación cero", según el cual, con muy pocas excepciones, ninguna luminaria puede enviar la luz por encima del plano horizontal.

CieloBuio en los últimos años ha desempeñado un papel crucial en la aprobación de otras leyes regionales sobre el modelo lombardo. Mencionamos, por ejemplo, las leyes vigentes en las regiones de Emilia-Romaña (LR 19/03), Las Marcas (LR 10/02), Abruzos (LR 12/05), Apulia (LR 15/05), Umbría (LR 20/05), Friuli-Venecia Julia (LR 15/07) y Veneto (LR 17/09). Además, la ley aprobada en Lombardía ha inspirado la redacción de leyes en la República Checa (el primer país del mundo con una ley contra la contaminación lumínica que se aplica en todo el país) y en Eslovenia.
CieloBuio trabaja en estrecha colaboración con la sección italiana de la International Dark-Sky Association y otras organizaciones científicas para promover una ley en protección del medio ambiente nocturno que entre en vigor en todo el territorio italiano.

## Honores
En 2000, por el papel fundamental desempeñado en favor de la ley contra la contaminación lumínica en Lombardía, el Gruppo Astrofili Brianza ha honrado CieloBuio con la dedicatoria del asteroide (13777) Cielobuio, descubierto por los miembros de esta alianza en Sormano (Como, Italia) el 20 de octubre de 1998.
En 2003, la sección europea de la International Dark-Sky Association ha otorgado el presidente de CieloBuio de entonces, Diego Bonata, el Galileo Award, un premio otorgado anualmente a individuos o grupos que se destacan en Europa en la lucha por la preservación de la oscuridad del cielo nocturno.
En 2004, CieloBuio fue uno de los ganadores del premio Innovazione Amica dell'Ambiente (Innovación Amiga del Medio Ambiente en español), emitido por la agrupación ecologista italiana Legambiente, en reconocimiento de los resultados obtenidos en términos de calidad de la luz, ahorro de energía y protección del medio ambiente mediante la aplicación de la ley n. 17/2000 de Lombardía.